# Creu de terme de Sant Jeroni de la Murtra

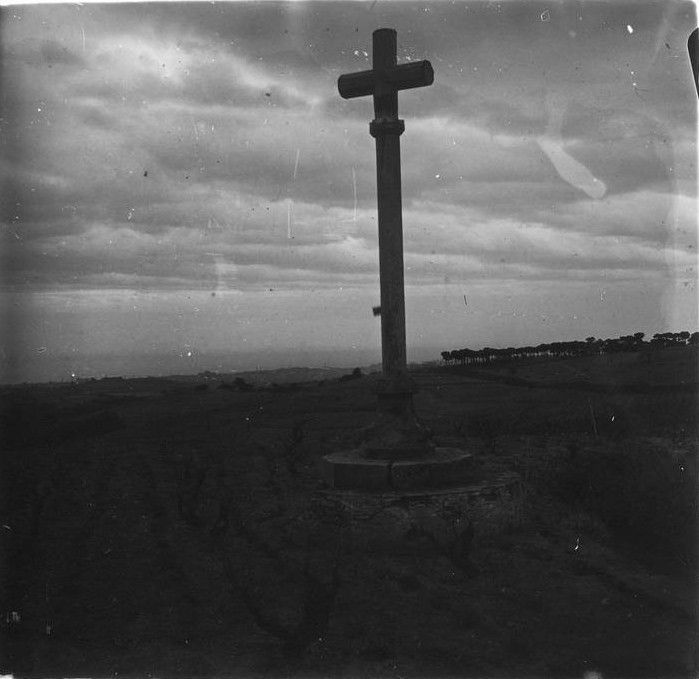
La creu, de pedra, el 1915.

La creu de terme de Sant Jeroni de la Murtra és una creu de terme situada a 500 metres del monestir de Sant Jeroni de la Murtra. Assenyala el límit entre els termes de Badalona i Santa Coloma de Gramenet (Barcelonès).
Es creu que té una antiguitat d'entre 500 i 600 anys. Es va restaurar l'any 2000 i es va col·locar a l'emplaçament actual. La creu original era de pedra i l'actual és de ferro forjat.